# Гимназија „Миле Арсенијевић Бандера” Мајданпек
Гимназија „Миле Арсенијевић Бандера” у Мајданпеку настала од истуреног одељења борске гимназије „Иво Лола Рибар” када почиње гимназијско школовање у Мајданпеку.
Од школске 1964/1965. године гимназија у Мајданпеку постаје самостална школа под именом „Миле Арсенијевић Бандера”, које и данас носи. Преживљавајући разне реформе, 1990. године поново се обнавља гимназија општег типа и уписује по три одељења. Године 1994. се региструје као самостална школа под истим називом.